# Richard Abels
Richard Philip Abels (* 1951) ist ein US-amerikanischer Mittelalter- und Militärhistoriker. 

## Leben
Abels wurde 1982 an der Columbia University bei J. M. W. Bean promoviert (Lordship and Military Obligation in Anglo-Saxon England) und war dort ab 1981 Instructor. Er wurde 1982 Assistant Professor, 1986 Associate Professor und 1991 Professor für Geschichte an der United States Naval Academy und stand dort 2008 bis 2014 der Geschichtsfakultät vor.
Das Spezialgebiet von Abels ist angelsächsische Geschichte Englands und frühmittelalterliche Militärgeschichte. Er schrieb eine Biographie von Alfred dem Großen. Daneben befasste er sich auch mit mittelalterlichen Häresien. Er schreibt an einem Buch über die kulturellen Einflüsse auf die Praxis und Repräsentation der Kriegsführung im europäischen Mittelalter.
1990 wurde er Fellow der Royal Historical Society. 2007/08 war er am Institute for Advanced Study. Er erhielt verschiedene hohe zivile Verdienstmedaillen der US Navy.
1998 bis 2001 war er Präsident der Charles Homer Haskins Society for Anglo-Saxon, Anglo-Norman and Angevin Studies und 2001 bis 2005 war er Mitherausgeber des  Haskins Society Journal: Studies in Medieval History.

## Schriften (Auswahl)
Als Autor
- Alfred the Great. War. Culture, and Kingship in Anglo-Saxon England. Longman, London 1998, ISBN 0-582-04047-7.
- Lordship and Military Obligation in Anglo-Saxon England. British Museum Press, London 1988, ISBN 0-7141-0552-X.

Als Herausgeber
- zusammen mit Bernard Bachrach: The Normans and their Adversaries. Essays in Memory of Charles Warren Hollister (= Warfare in history, Band 12). Boydell, Woodbridge 2001, ISBN 0-85115-847-1.
- Religion and kingship in Anglo-Saxon England. HMSO, London 1999.